# Nascar Winston Cup Series 1992
Nascar Winston Cup Series 1992 var den 44:e upplagan av den främsta divisionen av professionell stockcarracing i USA sanktionerad av National Association for Stock Car Auto Racing.
Säsongen som bestod av 29 race startade på Daytona International Speedway med uppvisningsloppen Busch Clash 9 februari och Gatorade Twin 125 Qualifiers 13 februari, vilket även var kvallopp till den 34:e upplagan av Daytona 500. Säsongen avslutades 15 november på Atlanta Motor Speedway med Hooters 500. Serien vanns av föraren och tillika stallägaren Alan Kulwicki med endast 10 poängs marginal ner till tvåan Bill Elliott. Mästerskapstiteln var Kulwickis första och enda. Märkesmästerskapet vanns av Ford som bröt Chevrolets nio års långa dominans. Det var Fords första mästerskapstitel sedan 1969.

## Tävlingskalender
| Nr | Officiellt namn              | Bana                                                        | Datum        |
| -- | ---------------------------- | ----------------------------------------------------------- | ------------ |
| U  | Busch Clash                  | Daytona International Speedway, Daytona Beach, Florida      | 9 februari   |
| KV | Gatorade Twin 125 Qualifiers | Daytona International Speedway, Daytona Beach, Florida      | 13 februari  |
| 1  | Daytona 500                  | Daytona International Speedway, Daytona Beach, Florida      | 16 februari  |
| 2  | GM Goodwrench 500            | North Carolina Motor Speedway, Rockingham, North Carolina   | 1 mars       |
| 3  | Pontiac Excitement 400       | Richmond International Raceway, Richmond, Virginia          | 8 mars       |
| 4  | Motorcraft Quality Parts 500 | Atlanta Motor Speedway, Hampton, Georgia                    | 15 mars      |
| 5  | Transouth 500                | Darlington Raceway, Darlington, South Carolina              | 29 mars      |
| 6  | Food City 500                | Bristol International Raceway, Bristol, Tennessee           | 5 april      |
| 7  | First Union 400              | North Wilkesboro Speedway, North Wilkesboro, North Carolina | 12 april     |
| 8  | Hanes 500                    | Martinsville Speedway, Ridgeway, Virginia                   | 26 april     |
| 9  | Winston 500                  | Talladega Superspeedway, Talladega, Alabama                 | 3 maj        |
| U  | Winston Open                 | Charlotte Motor Speedway, Concord, North Carolina           | 16 maj       |
| U  | The Winston                  | Charlotte Motor Speedway, Concord, North Carolina           | 16 maj       |
| 10 | Coca-Cola 600                | Charlotte Motor Speedway, Concord, North Carolina           | 24 maj       |
| 11 | Budweiser 500                | Dover Downs International Speedway, Dover, Delaware         | 31 maj       |
| 12 | Save Mart 300K               | Sears Point Raceway, Sonoma, Kalifornien                    | 7 juni       |
| 13 | Champion Spark Plug 500      | Pocono International Raceway, Long Pond, Pennsylvania       | 14 juni      |
| 14 | Miller Genuine Draft 400     | Michigan International Speedway, Brooklyn, Michigan         | 21 juni      |
| 15 | Pepsi 400                    | Daytona International Speedway, Daytona Beach, Florida      | 4 juli       |
| 16 | Miller Genuine Draft 500     | Pocono International Raceway, Long Pond, Pennsylvania       | 19 juli      |
| 17 | Diehard 500]                 | Talladega Superspeedway, Talladega, Alabama                 | 26 juli      |
| 18 | Budweiser at The Glen        | Watkins Glen International, Watkins Glen, New York          | 9 augusti    |
| 19 | Champion Spark Plug 400      | Michigan International Speedway, Brooklyn, Michigan         | 16 augusti   |
| 20 | Bud 500                      | Bristol International Raceway, Bristol, Tennessee           | 29 augusti   |
| 21 | Mountain Dew Southern 500    | Darlington Raceway, Darlington, South Carolina              | 6 september  |
| 22 | Miller Genuine Draft 400     | Richmond International Raceway, Richmond, Virginia          | 12 september |
| 23 | Peak Antifreeze 500          | Dover Downs International Speedway, Dover, Delaware         | 20 september |
| 24 | Goody's 500                  | Martinsville Speedway, Ridgeway, Virginia                   | 28 september |
| 25 | Tyson Holly Farms 400        | North Wilkesboro Speedway, North Wilkesboro, North Carolina | 4 5 oktober  |
| 26 | Mello Yello 500              | Charlotte Motor Speedway, Concord, North Carolina           | 11 oktober   |
| 27 | AC Delco 500                 | North Carolina Motor Speedway, Rockingham, North Carolina   | 25 oktober   |
| 28 | Pyroil 500K                  | Phoenix International Raceway, Phoenix, Arizona             | 1 november   |
| 29 | Hooters 500                  | Atlanta Motor Speedway, Hampton, Georgia                    | 15 november  |

## Resultat
| Nr | Tävling                       | Pole position   | Flest ledda varv       | Vinnare         | Team                        | Konstruktör   | Rapport |
| -- | ----------------------------- | --------------- | ---------------------- | --------------- | --------------------------- | ------------- | ------- |
| U  | Busch Clash                   | Brett Bodine    | Geoff Bodine           | Geoff Bodine    | Bud Moore Engineering       | Ford          | Rapport |
| KV | Gatorade Twin 125 Qualifier 1 | Sterling Marlin | Dale Earnhardt         | Dale Earnhardt  | Richard Childress Racing    | Chevrolet     | Rapport |
| KV | Gatorade Twin 125 Qualifier 2 | Bill Elliott    | Bill Elliott           | Bill Elliott    | Junior Johnson & Associates | Ford          | Rapport |
| 1  | Daytona 500                   | Sterling Marlin | Davey Allison          | Davey Allison   | Robert Yates Racing         | Ford          | Rapport |
| 2  | GM Goodwrench 500             | Kyle Petty      | Bill Elliott           | Bill Elliott    | Junior Johnson & Associates | Ford          | Rapport |
| 3  | Pontiac Excitement 400        | Bill Elliott    | Bill Elliott           | Bill Elliott    | Junior Johnson & Associates | Ford          | Rapport |
| 4  | Motorcraft Quality Parts 500  | Mark Martin     | Davey Allison          | Bill Elliott    | Junior Johnson & Associates | Ford          | Rapport |
| 5  | Transouth 500                 | Sterling Marlin | Davey Allison          | Bill Elliott    | Junior Johnson & Associates | Ford          | Rapport |
| 6  | Food City 500                 | Alan Kulwicki   | Alan Kulwicki          | Alan Kulwicki   | Alan Kulwicki Racing        | Ford          | Rapport |
| 7  | First Union 400               | Alan Kulwicki   | Alan Kulwicki          | Davey Allison   | Robert Yates Racing         | Ford          | Rapport |
| 8  | Hanes 500                     | Darrell Waltrip | Alan Kulwicki          | Mark Martin     | Roush Racing                | Ford          | Rapport |
| 9  | Winston 500                   | Ernie Irvan     | Davey Allison          | Davey Allison   | Robert Yates Racing         | Ford          | Rapport |
| U  | Winston Open                  | Brett Bodine    | Sterling Marlin        | Michael Waltrip | Pontiac                     | Bahari Racing | Rapport |
| U  | The Winston                   | Davey Allison   | Davey Allison          | Davey Allison   | Yates Racing                | Ford          | Rapport |
| 10 | Coca-Cola 600                 | Bill Elliott    | Kyle Petty             | Dale Earnhardt  | Richard Childress Racing    | Chevrolet     | Rapport |
| 11 | Budweiser 500                 | Brett Bodine    | Darrell Waltrip        | Harry Gant      | Leo Jackson Motorsports     | Oldsmobile    | Rapport |
| 12 | Save Mart 300K                | Ricky Rudd      | Bill Elliott           | Ernie Irvan     | Morgan-McClure Motorsports  | Chevrolet     | Rapport |
| 13 | Champion Spark Plug 500       | Ken Schrader    | Alan Kulwicki          | Alan Kulwicki   | Alan Kulwicki Racing        | Ford          | Rapport |
| 14 | Miller Genuine Draft 400      | Davey Allison   | Davey Allison          | Davey Allison   | Robert Yates Racing         | Ford          | Rapport |
| 15 | Pepsi 400                     | Sterling Marlin | Ernie Irvan            | Ernie Irvan     | Morgan-McClure Motorsports  | Chevrolet     | Rapport |
| 16 | Miller Genuine Draft 500      | Davey Allison   | Davey Allison          | Darrell Waltrip | DarWal Inc.                 | Chevrolet     | Rapport |
| 17 | DieHard 500                   | Sterling Marlin | Ricky Rudd             | Ernie Irvan     | Morgan-McClure Motorsports  | Chevrolet     | Rapport |
| 18 | Budweiser at The Glen         | Dale Earnhardt  | Ernie Irvan Kyle Petty | Kyle Petty      | Sabco Racing                | Pontiac       | Rapport |
| 19 | Champion Spark Plug 400       | Alan Kulwicki   | Bill Elliott           | Harry Gant      | Leo Jackson Motorsports     | Oldsmobile    | Rapport |
| 20 | Bud 500                       | Ernie Irvan     | Darrell Waltrip        | Darrell Waltrip | DarWal Inc.                 | Chevrolet     | Rapport |
| 21 | Mountain Dew Southern 500     | Sterling Marlin | Harry Gant             | Darrell Waltrip | DarWal Inc.                 | Chevrolet     | Rapport |
| 22 | Miller Genuine Draft 400      | Ernie Irvan     | Rusty Wallace          | Rusty Wallace   | Penske Racing South         | Pontiac       | Rapport |
| 23 | Peak Antifreeze 500           | Alan Kulwicki   | Bill Elliott           | Ricky Rudd      | Hendrick Motorsports        | Chevrolet     | Rapport |
| 24 | Goody's 500                   | Kyle Petty      | Rusty Wallace          | Geoff Bodine    | Bud Moore Engineering       | Ford          | Rapport |
| 25 | Tyson Holly Farms 400         | Alan Kulwicki   | Geoff Bodine           | Geoff Bodine    | Bud Moore Engineering       | Ford          | Rapport |
| 26 | Mello Yello 500               | Alan Kulwicki   | Kyle Petty             | Mark Martin     | Roush Racing                | Ford          | Rapport |
| 27 | AC Delco 500                  | Kyle Petty      | Kyle Petty             | Kyle Petty      | Sabco Racing                | Pontiac       | Rapport |
| 28 | Pyroil 500K                   | Rusty Wallace   | Rusty Wallace          | Davey Allison   | Robert Yates Racing         | Ford          | Rapport |
| 29 | Hooters 500                   | Rick Mast       | Alan Kulwicki          | Bill Elliott    | Junior Johnson & Associates | Ford          | Rapport |

## Slutställning
| Plats | Förare          | Poäng |
| ----- | --------------- | ----- |
| 1     | Alan Kulwicki   | 4078  |
| 2     | Bill Elliott    | 4068  |
| 3     | Davey Allison   | 4015  |
| 4     | Harry Gant      | 3955  |
| 5     | Kyle Petty      | 3945  |
| 6     | Mark Martin     | 3887  |
| 7     | Ricky Rudd      | 3735  |
| 8     | Terry Labonte   | 3674  |
| 9     | Darrell Waltrip | 3659  |
| 10    | Sterling Marlin | 3603  |